# Semper
För arkitekten, se Gottfried Semper
Semper AB är en svensk livsmedelsproducent som främst tillverkar mjölkpulver, barnmat, modersmjölksersättning och glutenfria livsmedel. Semper grundades 1939 och övertogs 2006 av det internationella livsmedelsföretaget Hero Group.

## Historik
Efter flera års laboratoriearbete under början av 1930-talet kunde Ninni Kronberg 1934 lägga fram patentanspråk på en ny och förbättrad metod för framställning av en mer hållbar torrmjölk som skulle utgöra grunden för en ny industri. Ninni Kronbergs metod byggde på att torka skummjölk och behandla den genom att indunsta den med hjälp av upphettad luft. Denna metod var enklare och bättre än den tillverkningsmetod som kemisten Martin Ekenberg tidigare uppfunnit. Med Ninni Kronbergs innovation uppstod möjligheten att kunna tillvarata överproduktionen av mjölk.
SMP, Svenska Mjölkprodukter AB, grundades 1939 av Axel Wenner-Gren. Denne industrialist hade upptäckt en utländsk marknad för mjölkpulver och byggde en fabrik för indunstning och torkning med Ninni Kronbergs metod i Kimstad i Östergötland, till vilken han köpte in överskott av skummjölk från omkringliggande mejerier. Ninni Kronberg ingick inte i styrelsen för SMP som i stället tecknade licensavtal för att få tillverka torrmjölken enligt hennes patent. 
Inledningsvis var tanken att exportera torrmjölk. Särskilt Storbritannien visade intresse eftersom hållbarheten lämpade sig för kolonierna. Andra världskriget hindrade exportsatsningen och företaget inriktades för inhemsk avsättning. SMP levererade torrmjölk till den svenska beredskapsförsörjningen och till Svenska Frivilligkåren i Finland. Trots att exporten hade omöjliggjorts av kriget fick därför företaget ändå en god start.
På 1940-talet tillkom en storskalig fabrik i Götene i Västergötland. I Götene kom flera nya produkter att utvecklas som kom att ersatte mjölkpulvret som företagets viktigaste produkt. Modersmjölksersättning och barnvälling hörde till de tidiga produkterna. 1960 inleddes samarbetet med Felix som producerade barnmat på burk efter Sempers recept.
Företaget övertogs 1962 av bondekooperationens mejerier (senare Arla), som ett sätt att garantera avsättningen på mjölk. Namnet Semper, som dels är en anspelning på förkortningen SMP, dels är latin för "alltid", inregistrerades som varumärke 1953 och företaget antog detta namn 1963. 
På 1980- och 1990-talet gjordes satsningar inom nutrition, glutenfritt och hälsoprodukter. Genom sammanslagning bildades Semper Foods 1997, men detta delades åter när svenska Arla gick samman med danska MD Foods till Arla Foods. I maj 2003 såldes produktområdet nutrition till läkemedelsföretaget Novartis. I juni 2003 såldes Semper AB till riskkapitalbolaget Triton. Sedan 2006 ägs Semper av Hero Group.
Under januari 2024 meddelade Hero Group sina intentioner på att stänga Sempers fabrik i Götene. Totalt berörs 190 anställda av nedläggningen. Efter beskedet om stängningen av fabriken meddelade Sempers tidigare ägare Arla att de vill köpa delar av fabriken i Götene efter att Semper stängt ner sin produktion. Beslutet att stänga fabriken möttes av stark kritik från fackligt håll. Livsmedelsarbetareförbundets ordförande Eva Guovelin kallade beslutet för "ett uttryck för rå kapitalism". Reaktionerna blev också starka från fackligt håll efter att P4 Skaraborg avslöjade att bolagets ledning fått en rekordstor bonus på 2 miljoner kr.